# Gaylor Kasle
Gaylor Kasle (ur.  1941) – amerykański brydżysta, World Life Master oraz Senior Life Master (WBF).

## Wyniki brydżowe

### Zawody światowe
W światowych zawodach zdobył następujące lokaty:
| Mistrzostwa Świata. Konkurencja teamów | Mistrzostwa Świata. Konkurencja teamów | Mistrzostwa Świata. Konkurencja teamów  | Mistrzostwa Świata. Konkurencja teamów | Mistrzostwa Świata. Konkurencja teamów | Mistrzostwa Świata. Konkurencja teamów |
| Rok                                    | Miejsce                                | Zawody                                  | Kategoria                              | Drużyna                                | Pozycja                                |
| -------------------------------------- | -------------------------------------- | --------------------------------------- | -------------------------------------- | -------------------------------------- | -------------------------------------- |
| 2011                                   | Veldhoven                              | 40. Mistrzostwa Świata Teamów           | Seniorzy                               | USA 2                                  | 2                                      |
| 2010                                   | Filadelfia                             | 13. Seria Mistrzostw Świata             | Seniorzy                               | Tulin                                  | 5                                      |
| 2007                                   | Szanghaj                               | 38. Mistrzostwa Świata Teamów           | Seniorzy                               | USA 1                                  | 3                                      |
| 2006                                   | Werona                                 | 12. Mistrzostwa Świata                  | Seniorzy                               | Finkel                                 | 2                                      |
| 2003                                   | Monte Carlo                            | 36. Mistrzostwa Świata Teamów           | Seniorzy                               | USA 1                                  | 1                                      |
| 2002                                   | Montreal                               | 11. Mistrzostwa Świata                  | Open                                   | Pollack                                | 17                                     |
| 2000                                   | Maastricht                             | 11. Olimpiada Brydżowa                  | Miksty                                 | Steiner                                | 60                                     |
| 2000                                   | Southampton                            | 34. Mistrzostwa Świata Teamów           | Trans                                  | Silver                                 | 61                                     |
| 1996                                   | Rodos                                  | 1. Mistrzostwa Świata Teamów Mikstowych | Miksty                                 | Kasle                                  | 80                                     |
| 1994                                   | Albuquerque                            | 9 Mistrzostwa Świata                    | Open                                   | Deutsch                                | 1                                      |

| Mistrzostwa Świata. Konkurencja par | Mistrzostwa Świata. Konkurencja par | Mistrzostwa Świata. Konkurencja par | Mistrzostwa Świata. Konkurencja par | Mistrzostwa Świata. Konkurencja par | Mistrzostwa Świata. Konkurencja par |
| Rok                                 | Miejsce                             | Zawody                              | Kategoria                           | Partner                             | Pozycja                             |
| ----------------------------------- | ----------------------------------- | ----------------------------------- | ----------------------------------- | ----------------------------------- | ----------------------------------- |
| 2010                                | Filadelfia                          | 13. Mistrzostwa Świata              | Miksty                              | Renee Mancuso                       | 267                                 |
| 2010                                | Filadelfia                          | 13. Mistrzostwa Świata              | Seniorzy                            | James Tucker Jr                     | 53                                  |
| 2006                                | Werona                              | 12. Mistrzostwa Świata              | Miksty                              | Shawn Quinn                         | 73                                  |
| 2002                                | Montreal                            | 11 Mistrzostwa Świata               | Miksty                              | Nancy Passell                       | 300                                 |
| 1994                                | Albuquerque                         | 9. Mistrzostwa Świata               | Open                                | George Steiner                      | 20                                  |

## Klasyfikacja
- Gaylor Kasle – klasyfikacja WBF (ang.)